# Ayesha Harruna Attah
Ayesha Harruna Attah est une romancière, nouvelliste et essayiste née en 1983 au Ghana. Après des études universitaires aux États-Unis, elle vivait au Sénégal en 2015. Ses romans abordent notamment les thèmes de la famille et de l'histoire ghanéenne.

## Jeunesse et éducation
Ayesha Harruna Attah est née à Accra, au Ghana, de parents journalistes. Elle déclare que ses parents, directeurs d'un magazine littéraire appelé Imagine, sont ces premières sources d'influence. Elle témoigne également de sa découverte enthousiaste de Toni Morrison à l’âge de 13 ans.
Après avoir grandi à Accra, elle s'installe dans le Massachusetts et étudie la biochimie au Mount Holyoke College, puis à la Columbia University et obtient un diplôme en création littéraire de l'université de New York.

## Œuvre
Ayesha Harruna Attah a publié trois romans. Son premier livre Harmattan Rain, publié en 2009, a été écrit à la suite d'une bourse de Per Ankh Publishers - sous le mentorat du romancier ghanéen Ayi Kwei Armah - et TrustAfrica.
Il a également été sélectionné en 2010 pour le prix des écrivains du Commonwealth (Commonwealth Writers Prize).
Son deuxième roman, Saturday's Shadows, publié par World Editions en 2015, a été nommé en 2013 pour un prix destiné aux manuscrits non publiés par le magazine littéraire kenyan Kwani?. Son troisième roman, The Hundred Wells of Salaga, aborde les relations amoureuses et les conditions de vie éprouvantes des femmes au Ghana à la fin du XIXe siècle, au début de la colonisation
Lauréate du prix AIR 2014, Attah a été en résidence à l'Institut Sacatar de Bahia, au Brésil. Elle a également remporté la bourse d'études de la Fondation Miles Morland en 2016 pour un récit sur l'histoire de la noix de kola depuis ses origines ouest-africaines, Kola! From Caravans to Coca Cola . 

### Harmattan Rain
Écrit en 2009, Harmattan Rain retrace l'histoire de trois générations à travers les personnages de Lizzie-Achiaa, d'Akua Afriyie et de Sugri.  
Lizzie-Achiaa est une matriarche courageuse, partie en quête d'un amant avant de poursuivre une carrière d'infirmière. Sa fille, l'artiste Akua Afriye, est une mère célibataire au caractère rebelle dans un pays secoué par des coups d'État successifs. Sugari, la fille unique d'Akua Afriye, charmante et intelligente, grandit dans l'abri de sa demeure familiale, avant de rejoindre l'université à New York, où elle apprend les risques d'une trop grande liberté.

### Saturday's Shadows
Dans un cadre évoquant l'Afrique occidentale des années 1990, Saturday's Shadows montre la difficulté de maintenir une cohésion familiale dans un contexte politique troublé. Après avoir dirigé une dictature militaire néocoloniale, décide d'abandonner le poste de leader suprême afin que s'engage une transition démocratique. La famille Avoka affronte les tensions dues à ce changement de régime et doit pour cela faire face au passé du pays

### The Hundred Wells of Salaga
Ce roman explore l'histoire du Ghana au XIXe siècle à travers le regard de deux femmes, Wurche et Aminah. Son titre fait allusion aux cent puits construits à Salaga pour laver les esclaves avant d'être vendus. Il met l'accent sur les différences ethniques, sociales, religieuses et linguistiques, à rebours d'une vision lisse et simplifiée du continent.

## Publications
- Harmattan Rain, Poponguine : Per Ankh, 2008
- Saturday's Shadows, Londres : World Editions, 2015
- The Hundred Wells of Salaga,  New York : Other Press, 2018

Traduit en français aux éditions Gaïa sous le titre Les cents puits de Salaga, en 2019